# Fisiología humana
La fisiología del griego physiologia (conocimiento de la naturaleza) es la ciencia que estudia las funciones de los seres vivos, o sea su origen, desarrollo y proceso evolutivo. La anatomía y fisiología son campos de estudio estrechamente relacionados en donde la primera hace hincapié en el conocimiento de la forma y estructura de cada parte del cuerpo, mientras que la segunda pone interés en el estudio de la correspondiente función, siendo ambas áreas de vital importancia en el conocimiento médico general.
La anatomía es una ciencia que estudia la estructura de los seres vivos,  es decir, la forma, topografía, la ubicación, la disposición y la relación entre sí de los órganos que las componen. En los organismos unicelulares, todos los procesos vitales se producen en una única célula. En la medida que se desarrolló la evolución de los organismos multicelulares, diversos grupos de células tomaron a su cargo algunas funciones en particular. En los seres humanos y otros vertebrados, los grupos celulares especializados incluyen: aparato digestivo, que digiere y absorbe los alimentos; el aparato respiratorio, que capta O2 y elimina CO2; aparato urinario, que elimina desechos; un sistema cardiovascular, que distribuye los alimentos, el O2 y los productos del metabolismo; sistema reproductor, para perpetuar la especie, y sistema endocrino y nervioso, para coordinar e integrar las funciones de los restantes sistemas.
Las células de los organismos multicelulares se desarrollan y funcionan como un todo organizado. Las células están organizadas en tejidos, grupos de células similares en estructura y función. Los diferentes tipos de tejidos, unidos estructuralmente y coordinados en sus actividades, forman los órganos. Los órganos que funcionan en conjunto en forma integrada y organizada constituyen los sistemas orgánicos. Una de las ventajas de la multicelularidad es la capacidad de crear un medio interno controlado en el que vivan y funcionen las células componentes.

## Homeostasis
La homeostasia, (del griego homoios que significa similar, y stasis, en griego στάσις, posición, estabilidad) es un término que usan los fisiólogos para describir y explicar la persistencia de las condiciones estáticas o constantes en el medio interno. Generalmente, todo órgano y tejido en el cuerpo llevan a cabo funciones que ayudan a mantener estas condiciones constantes. Desde los pulmones que captan el oxígeno, hasta los riñones que mantienen constantes las concentraciones de iones en el cuerpo, cada órgano y célula aporta una función que se suma a las funciones totales de los demás sistemas que permiten la vida del ser humano. La homeostasis también es un proceso para la regulación del ejercicio físico. 

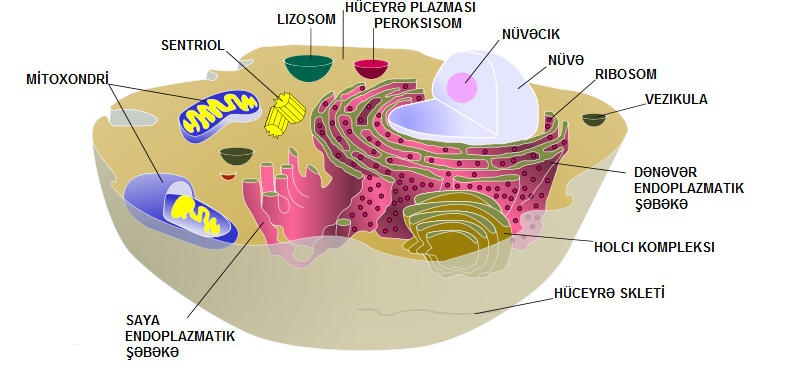
Estructura de una célula animal típica: 1. Nucléolo, 2. Núcleo, 3. Ribosoma, 4. Vesícula, 5. Retículo endoplasmático rugoso, 6. Aparato de Golgi, 7. Citoesqueleto (microtúbulos), 8. Retículo endoplasmático liso, 9. Mitocondria, 10. Peroxisoma, 11. Citoplasma, 12. Lisosoma. 13. Centriolo.

El verdadero ambiente en que se encuentran las células del organismo es el componente intersticial del líquido extracelular. Como la función celular normal depende de la constancia de ese líquido, no es sorprendente que, en los animales multicelulares, haya evolucionado un inmenso mundo de mecanismos reguladores para mantenerla.  Para describir "los diversos mecanismos fisiológicos que sirven para recuperar el estado normal una vez alterado", W. B. Cannon acuñó el término de homeostasis. Las propiedades amortiguadoras de los líquidos corporales, y los ajustes renales y respiratorios en presencia de excesos de ácidos o de álcalis, son mecanismos homeostáticos.
Con respecto a las características fisiológicas de las células, es decir, funciones normales o formas de actividad organizada, que sirven de base para definir a la célula viva. En un organismo pluricelular la importante especialización de los distintos tipos celulares hace que no todas estas características estén presentes en todas las células. El gran desarrollo de una función en un tipo determinado de células por lo general se produce en detrimento de otras.

## El medio interno
El agua es la molécula más abundante del cuerpo humano y supone alrededor del 55 % del peso total de un adulto. Aproximadamente el 65 % de dicha agua se encuentra en el interior de las células y constituye el líquido intracelular, el resto se encuentra fuera de las células y es el líquido extracelular.
El líquido extracelular puede ser líquido intersticial que se encuentra entre las células y líquido intravascular que se encuentra en la sangre. Una pequeña parte del líquido extracelular es el llamado líquido transcelular que se acumula en determinadas cavidades anatómicas: líquido pleural en la pleura, líquido cefalorraquídeo en el sistema nervioso central, líquido sinovial en las articulaciones, líquido pericárdico en el pericardio, líquido peritoneal en el peritoneo y líquido intraocular en el interior del ojo.
El líquido extracelular se encuentra en constante movimiento dentro del organismo. Es mezclado rápidamente por la circulación de la sangre y por difusión entre la misma y los líquidos tisulares, y contiene los iones y nutrientes que se requieren para que las células conserven su función. Prácticamente, todas las células viven rodeadas de líquido extracelular, por lo que a este líquido se le conoce como medio interno del cuerpo como le llamó el fisiólogo Claude Bernard.

### Supervivencia de células
Las células necesitan para desarrollar sus funciones, que en el medio interno existan las concentraciones adecuadas de oxígeno, glucosa, iones, diversos aminoácidos y otras sustancias que le sirven como bloques de nutrición.

## Aparatos y sistemas
El cuerpo está formado por células, estas forman tejidos, los tejidos forman órganos, los órganos a su vez forman los aparatos y sistemas que mantienen al organismo vivo.

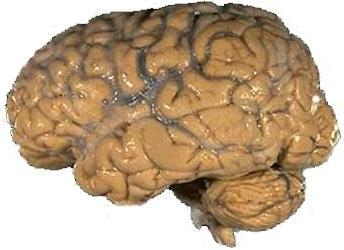

- Sistema nervioso. Se divide en dos partes: sistema nervioso central que consta del encéfalo y la médula espinal, y el sistema nervioso periférico formado por los nervios periféricos. El cerebro es el órgano del pensamiento, las emociones, el procesamiento de la información sensorial y muchos otros aspectos que coordinan la función integrada del organismo. Los ojos, oídos, lengua, piel y nariz, así como receptores albergados en el sistema musculoesquelético (responsables de la propiocepción), reúnen la información sensorial proveniente del medio ambiente así como de nuestro propio cuerpo y la envían al cerebro para su procesamiento. Las ramas de la medicina que estudian las enfermedades del sistema nervioso son la neurología y la  psiquiatría. Las neurociencias y la neurofisiología estudian su funcionamiento.

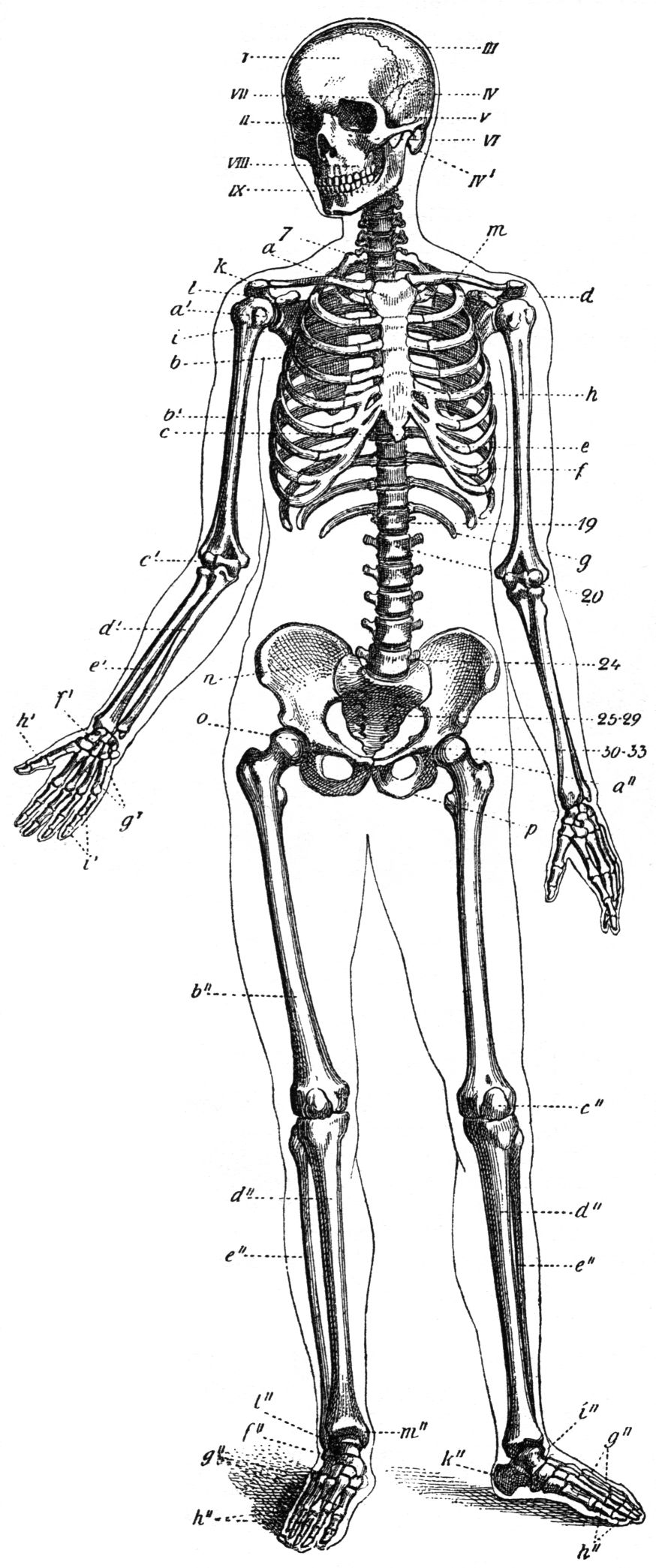

- Sistema musculoesquelético. Está formado por el esqueleto humano y los músculos voluntarios. Incluye huesos, ligamentos, tendones, cartílagos, bolsas sinoviales, articulaciones y numerosos músculos.[10] Este sistema proporciona la estructura mecánica básica del cuerpo y lo dota de capacidad de movimiento.[11] Además de la función básica de sostén y movimiento, los huesos largos contienen médula ósea, que tiene por función la formación de glóbulos rojos (eritropoyesis) y otras células de la sangre. Además, los huesos juegan un papel fundamental en el metabolismo del calcio, al ser el mayor reservorio de fósforo y calcio del organismo. Es estudiado por la osteología, ortopedia, traumatología, reumatología y fisiología musculoesquelética.

- Sistema circulatorio[12] Está formado por el corazón y los vasos sanguíneos ( arterias, venas y capilares). El corazón tiene por función el bombeo de la sangre a través de las vías circulatorias con el fin de que esta tenga la capacidad de llegar a cada uno de los tejidos del organismo, proporcionando a las células el oxígeno y las sustancias nutritivas necesarias para la vida. A través del sistema circulatorio se distribuyen numerosas sustancias esenciales, entre ellas  las hormonas que actúan como mensajeros químicos y las inmunoglobulinas que forman parte del sistema inmune, además traslada las sustancias de desecho para que puedan ser eliminadas a través del riñón. La sangre es un fluido que está formado por el plasma y las células sanguíneas. El sistema circulatorio es estudiado por la cardiología, fisiología cardiaca y hematología.

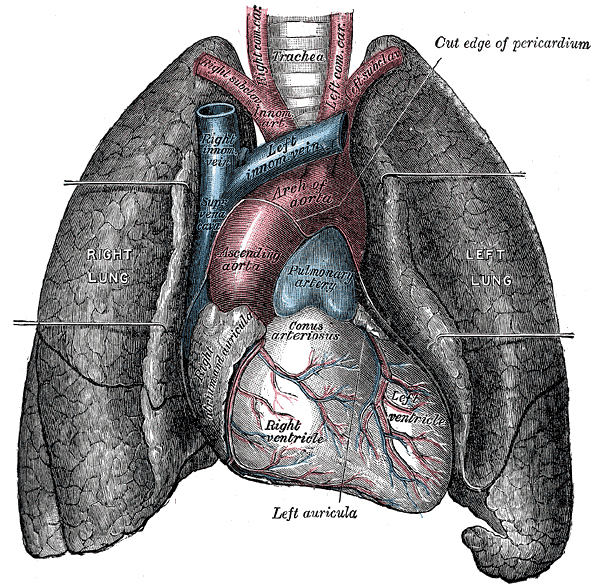

- Sistema respiratorio.  Está formado por la nariz, faringe, laringe, tráquea y pulmones. Se encarga del intercambio gaseoso para proveer al organismo el oxígeno necesario para el metabolismo intermediario, además de eliminar el dióxido de carbono producido por este último y controlar el pH sanguíneo para mantenerlo al nivel idóneo. Lo estudia la neumología y la fisiología respiratoria.

- El sistema gastrointestinal consiste en la boca, esófago, estómago, intestino delgado, intestino grueso y recto, además de las glándulas anexas que cooperan en la digestión de los alimentos: hígado y vesícula biliar(sales biliares), páncreas (secreción exocrina) y las glándulas salivales. El objetivo de la digestión es el convertir los alimentos en sustancias que puedan ser aprovechadas por el organismo, además de producir la eliminación de los residuos tóxicos o no-metabolizables por el cuerpo. Lo estudia la fisiología gastrointestinal.

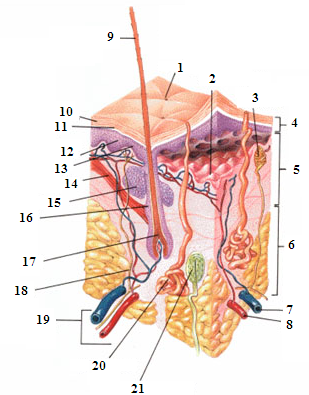

- El sistema integumentario consiste en las porciones que cubren el cuerpo (la piel), incluyendo, pelo y uñas así como también glándulas sudoríparas y glándulas sebáceas. La piel provee la estructura, sostén y protección para otros órganos, pero también ofrece una gran área de contacto con el medio externo y de vías sensitivas para la detección de calor, dolor o presión. Lo estudia la dermatología y la fisiología de la piel.

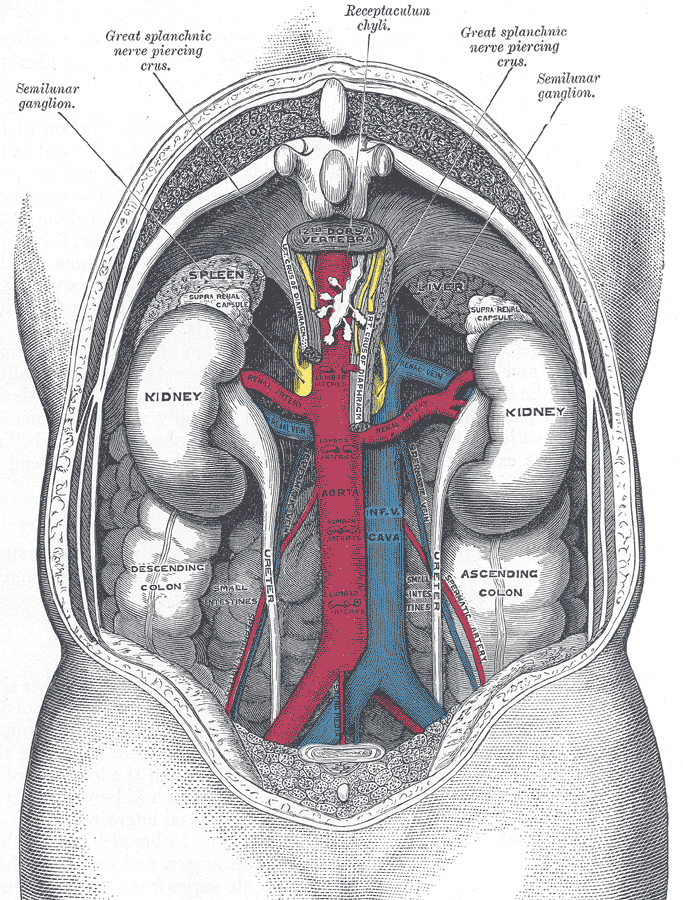

- El sistema urinario consiste en los riñones, uréteres, vejiga urinaria y la uretra. Es el encargado de filtrar la sangre para producir orina, la que consiste en agua junto a diversas sustancias del desecho metabólico celular.  Lo estudia la nefrología, urología y fisiología renal.
- El sistema reproductivo consiste en las gónadas y los órganos sexuales externos e internos. El sistema reproductivo produce gametos (en testículos y ovarios según sea hombre y mujer respectivamente), además de producir hormonas y proporcionar un ambiente necesario para mantener en condiciones óptimas el desarrollo de estos gametos. En el caso del sexo femenino se proporciona además un ambiente apto para el desarrollo del embrión (útero). Lo estudia la ginecología (mujeres), andrología (hombres), sexología (aspectos del comportamiento) y fisiología reproductiva

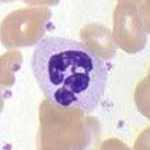

- El sistema inmune consiste en los glóbulos blancos, el timo, ganglios linfáticos y los conductos linfáticos, los cuales también son parte del sistema linfático. Otros órganos que participan dentro del sistema inmune son el bazo y la médula ósea, en donde se produce, respectivamente, la recirculación y la producción de células inmunes. El sistema inmune es el encargado de generar una respuesta de defensa ante organismos externos que podrían conllevar al desarrollo de una enfermedad o de un posible daño a nivel tisular del organismos. Dentro de los mecanismos de defensa existen dos tipos de respuesta, innata y adaptativa, la segunda dependiente de la primera y en donde existen variadas interacciones para reaccionar de la mejor forma posible según sea el agente patógeno. Lo estudia la inmunología.

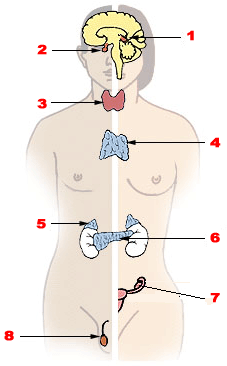

- El sistema endócrino consiste en las principales glándulas endocrinas: hipófisis, tiroides, glándula suprarrenal, paratiroides, páncreas y gónada, aunque la secreción de hormonas también sea realizada por diversos tejidos de manera local, así como también existen unas cuantas hormonas producidas a nivel del  riñón y del hígado. Las hormonas endocrinas sirven como mecanismo de comunicación entre las diversas partes del cuerpo, teniendo en general un predominio de cefálico hacia caudal, es decir, la hipófis es la glándula endocrina con mayor poder de acción a nivel del cuerpo humano, desencadenando diversas respuestas a nivel de muchos órganos blancos. Lo estudia la endocrinología.

Es preciso tener en cuenta que muchas partes del cuerpo 
pertenecientes a diferentes sistemas están interconectadas, por ejemplo el cerebro pertenece al sistema nervioso, pero tiene también una función hormonal y se conecta con el sistema endocrino a través del hipotálamo, es por ello, que los sistemas pueden ser organizados según función, origen embriológico u otro tipo de característica particular. El páncreas es una glándula situada en el abdomen que tiene una función hormonal y produce insulina, por lo que se incluye en el sistema endocrino, sin embargo produce también enzimas que se vierten al tubo digestivo y hacen posible la digestión, por lo que también pertenece al sistema digestivo. La neuroendocrinología es la rama de la fisiología que estudia la interacción entre el sistema nervioso y el sistema endocrino.

## Mecanismos de control
El cuerpo humano posee variados sistemas de control. Son estos mecanismos los que permiten la vida y poseen una gran importancia biomédica, en virtud de que si uno de los sistemas falla, el equilibrio homeostático se ve en riesgo y en ocasiones el fallo puede ser incompatible con la vida. Los más complejos son los sistemas de control genético dentro de la célula, pero existen otros que se hacen patentes desde el punto de vista de un órgano o sistema como un todo. Dentro de estos mecanismos de control, que son unos cientos, tenemos la regulación de concentraciones de oxígeno y dióxido de carbono, regulación de la presión arterial, la regulación de la temperatura corporal, regulación hormonal, entre otros.

### Retroalimentación negativa
Los sistemas de control del cuerpo humano actúan mediante un proceso de retroalimentación negativa. Si algún factor cualquiera alcanza concentraciones exageradas o excesivas o demasiado bajas, un sistema de control inicia una retroalimentación negativa que consiste de una serie de cambios que devuelven al factor antes mencionado hacia un valor medio determinado, con lo que se mantiene la homeostasis. Un buen ejemplo para ilustrar este proceso es la regulación de la concentración de dióxido de carbono en el organismo. Cuando existe una concentración incrementada de CO2 en el líquido extracelular, se aumenta la ventilación pulmonar, lo que al mismo tiempo hace disminuir la concentración del gas en el medio interno, ya que aumenta su expulsión en cada respiración. Esto es lo mismo que decir que la respuesta es negativa con respecto del estímulo inicial. Del modo contrario, si el CO2 disminuye de manera excesiva, se comienza el proceso del sistema de control para que los niveles del gas se incrementen a un nivel adecuado del mismo ya que es de vital importancia para el ser humano.

### Retroalimentación positiva
A la retroalimentación positiva también se le conoce como círculo vicioso y es regularmente fatal para el organismo que lo padece. Una retroalimentación positiva, al contrario de la retroalimentación negativa, no deriva en una estabilidad del sistema, si no en una inestabilidad peligrosa. Un ejemplo para ilustrar este concepto es: cuando un hombre sufre una hemorragia grave de dos litros de sangre provocando que el volumen de sangre sea tan bajo que el corazón no disponga del suficiente como para bombear con eficacia. Esto hace que la presión arterial caiga y el riego sanguíneo de las arterias coronarias del corazón al músculo cardíaco sea tan bajo que el órgano comienza a sufrir, por falta de oxígeno. Esto debilita al corazón y hace que el bombeo sea más débil y disminuido, lo que hace que el corazón se debilite más, continuando así hasta que el sistema se colapse por culpa del círculo vicioso generado.
En muchos casos el mismo organismo tratará de proveer una retroalimentación negativa para romper el círculo vicioso en el que se encuentran los factores. Si en el ejemplo de la hemorragia, a la persona en lugar de dos litros fuera solo un litro la pérdida de sangre, los mecanismos de control normales proporcionarían la retroalimentación negativa para controlar el gasto cardiaco y la presión arterial compensarán de manera eficaz la retroalimentación positiva y la persona se recuperará sin dificultades.
Durante el parto ocurre un efecto beneficioso de la retroalimentación positiva con la hormona oxitocina.

## Clasificación
Atendiendo a los diversos tipos de células, órganos y sistemas, podemos distinguir los siguientes:
- Fisiología cardíaca
- Fisiología de la célula muscular
- Fisiología celular
- Fisiología del ejercicio
- Fisiología del sistema endocrinológico
- Fisiología gastrointestinal
- Fisiología del gusto
- Fisiología muscular
- Fisiología de la neurona
- Fisiología del olfato
- Fisiología renal
- Fisiología de la reproducción
- Fisiología respiratoria
- Fisiología del tejido sanguíneo
- Fisiología vascular
- Fisiología de la visión
- Neurofisiología